# Saison 2 de Superior Donuts
Chronologie
Saison 1
Cet article présente le guide des épisodes de la deuxième et dernière saison de la série télévisée américaine Superior Donuts.

## Généralités
- Aux États-Unis, la saison a été diffusée du 30 octobre 2017 au 14 mai 2018 sur le réseau CBS.

## Distribution

### Acteurs principaux
- Judd Hirsch : Arthur Przybyszewski
- Jermaine Fowler (en) : Franco Wicks
- Katey Sagal : Randy DeLuca
- David Koechner : Carl « Tush » Tushinski
- Maz Jobrani : Fawn
- Rell Battle : Sweatpants
- Diane Guerrero : Sofia

## Épisodes

### Épisode 1: titre français officiel inconnu (What the Truck?)
- États-Unis /  Canada : 30 octobre 2017 sur CBS / Global[2]

- États-Unis : 4,76 millions de téléspectateurs[3] (première diffusion)

### Épisode 2: titre français officiel inconnu (Is There a Problem, Officer?)
- États-Unis /  Canada : 6 novembre 2017 sur CBS / Global

- États-Unis : 5,39 millions de téléspectateurs[4] (première diffusion)

### Épisode 3: titre français officiel inconnu (Brotégé)
- États-Unis /  Canada : 13 novembre 2017 sur CBS / Global

- États-Unis : 4,92 millions de téléspectateurs[5] (première diffusion)

### Épisode 4: titre français officiel inconnu (Thanks for Nothing)
- États-Unis /  Canada : 20 novembre 2017 sur CBS / Global

- États-Unis : 5,20 millions de téléspectateurs[6] (première diffusion)

### Épisode 5: titre français officiel inconnu (Flour Power)
- États-Unis /  Canada : 27 novembre 2017 sur CBS / Global

- États-Unis : 5,14 millions de téléspectateurs[7] (première diffusion)

### Épisode 6: titre français officiel inconnu (Error of Admission)
- États-Unis /  Canada : 4 décembre 2017 sur CBS / Global

- États-Unis : 5,49 millions de téléspectateurs[8] (première diffusion)

### Épisode 7: titre français officiel inconnu (Homeless for the Holidays)
- États-Unis /  Canada : 11 décembre 2017 sur CBS / Global

- États-Unis : 5,18 millions de téléspectateurs[9] (première diffusion)

### Épisode 8: titre français officiel inconnu (Electile Dysfunction)
- États-Unis /  Canada : 18 décembre 2017 sur CBS / Global

- États-Unis : 4,99 millions de téléspectateurs[10] (première diffusion)

### Épisode 9: titre français officiel inconnu (Sofia's Choice)
- États-Unis /  Canada : 15 janvier 2018 sur CBS / Global

- États-Unis : 5,91 millions de téléspectateurs[11] (première diffusion)

### Épisode 10: titre français officiel inconnu (Labor Pains)
- États-Unis /  Canada : 22 janvier 2018 sur CBS / Global

- États-Unis : 5,68 millions de téléspectateurs[12] (première diffusion)

### Épisode 11: titre français officiel inconnu (Grades of Wrath)
- États-Unis /  Canada : 29 janvier 2018 sur CBS / Global

- États-Unis : 5,80 millions de téléspectateurs[13] (première diffusion)

### Épisode 12: titre français officiel inconnu (Always Bet on Black)
- États-Unis /  Canada : 5 février 2018 sur CBS / Global

- États-Unis : 5,66 millions de téléspectateurs[14] (première diffusion)

### Épisode 13: titre français officiel inconnu (Father, Son and Holy Goats)
- États-Unis /  Canada : 26 février 2018 sur CBS / Global

- États-Unis : 5,13 millions de téléspectateurs[15] (première diffusion)

### Épisode 14: titre français officiel inconnu (High Class Problems)
- États-Unis /  Canada : 5 mars 2018 sur CBS / Global

- États-Unis : 5,17 millions de téléspectateurs[16] (première diffusion)

### Épisode 15: titre français officiel inconnu (The Chicago Way)
- États-Unis /  Canada : 19 mars 2018 sur CBS / Global

- États-Unis : 5,06 millions de téléspectateurs[17] (première diffusion)

### Épisode 16: titre français officiel inconnu (Friends Without Benefits)
- États-Unis /  Canada : 26 mars 2018 sur CBS / Global

- États-Unis : 4,64 millions de téléspectateurs[18] (première diffusion)

### Épisode 17: titre français officiel inconnu (Balls and Streaks)
- États-Unis /  Canada : 9 avril 2018 sur CBS / Global

- États-Unis : 4,83 millions de téléspectateurs[19] (première diffusion)

### Épisode 18: titre français officiel inconnu (Pedal to the Meddle)
- États-Unis /  Canada : 16 avril 2018 sur CBS / Global

- États-Unis : 4,50 millions de téléspectateurs[20] (première diffusion)

### Épisode 19: titre français officiel inconnu (The ICEMen Cometh)
- États-Unis /  Canada : 30 avril 2018 sur CBS / Global

- États-Unis : 4,12 millions de téléspectateurs[21] (première diffusion)

### Épisode 20: titre français officiel inconnu (Broken Art)
- États-Unis /  Canada : 7 mai 2018 sur CBS / Global

- États-Unis : 4,33 millions de téléspectateurs[22] (première diffusion)

### Épisode 21: titre français officiel inconnu (Donut Day Afternoon)
- États-Unis /  Canada : 14 mai 2018 sur CBS / Global

- États-Unis : 4,68 millions de téléspectateurs[23] (première diffusion)